# Воднева крихкість

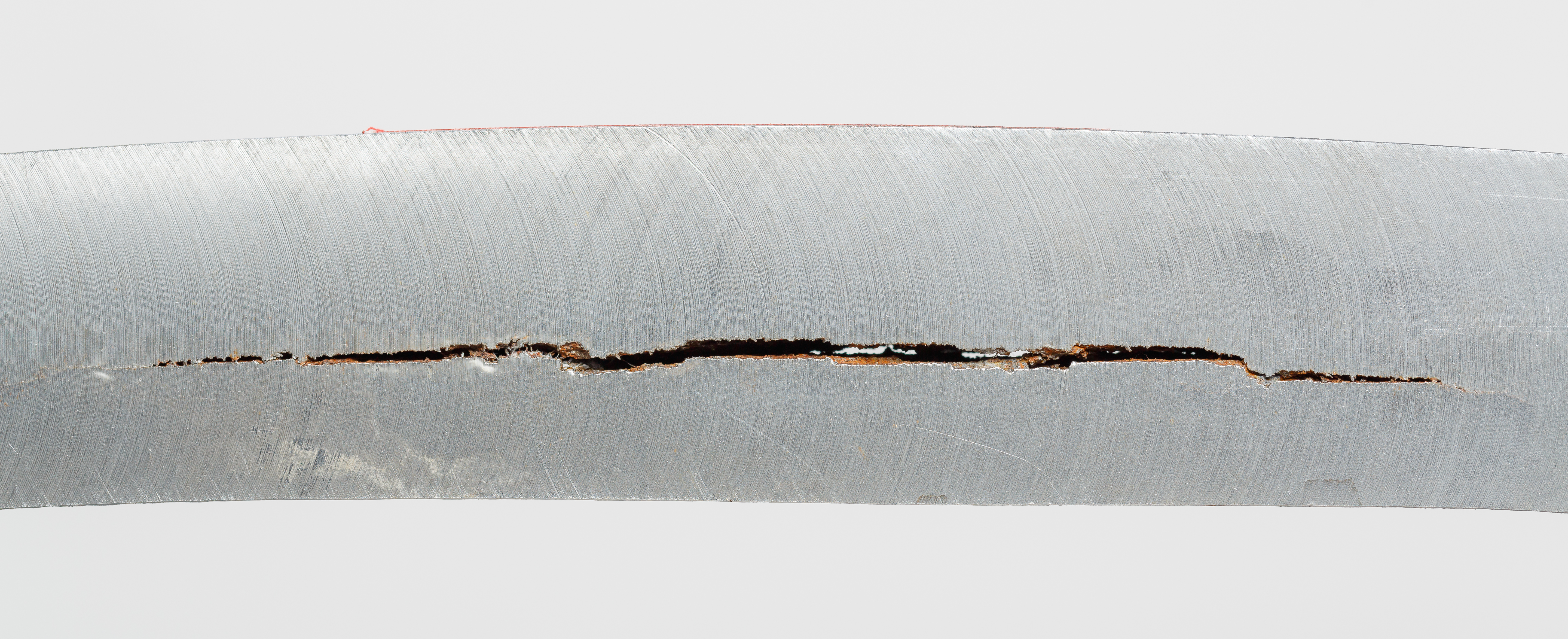
Тріщина у металевому матеріалі, спричинена водневою крихкістю

Водне́ва кри́хкість або водне́ве окри́хчення (англ. Hydrogen embrittlement, HE також англ. Hydrogen assisted cracking, HAC і англ. Hydrogen-induced cracking, HIC) — вид деградації (корозії) металевого матеріалу, що спричинена проникненням та нагромадженням у металі атомів водню.

## Загальний опис
«Воднева крихкість» або «водневе окрихчення» є узагальненим поняттям, яке стосується групи явищ, що різняться своїм перебігом. Назва походить від змін у структурі та властивостях металу (він стає крихким), що проявляються як результат цього процесу. Під водневою крихкістю зазвичай розуміють всю сукупність негативних явищ, викликаних підвищеним вмістом водню в металі. Шкідливий вплив водню на метал проявляється насамперед у зниженні міцності та пластичних властивостей останнього. Таке зниження пластичності металів може коливатися в широкому діапазоні: від декількох відсотків до майже повної втрати пластичності. Вплив водню на механічні властивості металу може прискорювати звичайне для даного металу в'язке руйнування або змінювати характер руйнування від в'язкого внутрізеренного до крихкого міжзеренного. Під впливом водню значно зростає чутливість металів до наявності тріщин. Це робить реальною небезпеку катастрофічного крихкого руйнування конструкцій, що за звичайних умов мають достатню тримальну здатність.

### Історія
Шкідливий вплив водню на металеві матеріали було визнано ще в 19 столітті. Ще в 1863 році Анрі Етьєн Сент-Клер Девіль і Луї Джозеф Труст визначили, що водень може дифундувати в металевому матеріалі за певних умов.
Явище водневої крихкості було описане вперше у 1875 році В. Джонсоном (англ. W.H. Johnson).

## Закономірності взаємодії металів з воднем
За нормальних умов водень існує у вигляді молекул (молекулярний водень, H2) або у хімічних сполуках (наприклад, сірководень, H2S). Під впливом певних факторів з'являються окремі атоми водню (атомарний водень, H), які завдяки своїм малим розмірам можуть вільно проникати між атомами кристалічної структури металу, де сполучаючись між собою утворювати молекули водню або сполучаючись з атомами металу, утворювати гідриди. Акумулювання водню всередині металу призводить до утворення твердих розчинів, гідридів або за певних умов — двофазних сумішей твердих розчинів та гідридів. За видом зв'язку атомів металу з воднем гідриди поділяються на три основних класи: а) ковалентні або леткі (характерні для хімічних елементів IIIB-VIIB підгруп); б) іонні або солеподібні (характерні для лужних та лужноземельних металів); в) металічні (характерні для перехідних металів IIIA-VIA підгруп). Усі металеві гідриди утворюються зі значним зростанням об'єму, що створює внутрішній тиск, який приводить до появи напруження у матеріалі та, як наслідок — утворення тріщин.
Водень може проникати у метал з газової або рідкої фази. При високих температурах молекулярний водень, що міститься у газах, дисоціює з утворенням атомарного водню (H2 → 2H), який у подальшому проникає всередину металу. Механізм реалізується у три етапи. У першій фазі (фізична/молекулярна адсорбція) молекули водню прилягають до поверхні металу з утворенням декількох шарів. У другій фазі (хімічна адсорбція) молекули в шарі, що безпосередньо контактують з металом, утворюють з ним хімічні зв'язки, що у кінцевому підсумку приводить до дисоціації молекул водню на атоми. Останній етап — проникнення (дифузія) атомів водню в кристалічну структуру металу (абсорбція).
Проникнення водню з рідкої фази — процес набагато складніший, ніж з газової . Це пов'язано з одночасним перебігом багатьох хімічних реакцій. Прикладом такого процесу є утворення атомного водню із сірководню в присутності води (H2S + Fe2+ H2O_͕ FeS + H).

## Класифікація різновидів водневої корозії

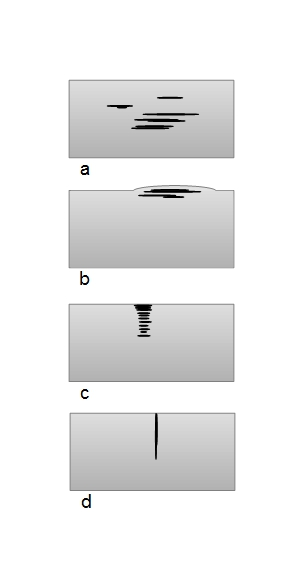
Форми прояву водневої крихкості : a) водневе розтріскування, b) утворення пухирів (блістерів), c) сповільнене водневе руйнування, d) сульфідне розтріскування під напруженням

Явище, означене терміном «воднева крихкість» належить до групи корозійних явищ. Ці явища мають схожий механізм, але можуть мати різний перебіг та джерело походження водню. Для уточнення опису конкретної форми корозії використовуються різні назви. Приклади типів водневого окрихчення:
- водневе розтріскування або (англ. Hydrogen Induced Cracking, HIC[6], або окрихчення в середовищі молекулярного водню англ. Hydrogen Environment Assisted Cracking, HEAC) — розтріскування металу за рахунок дифузії водню всередину матеріалу. На першому етапі водень нагромаджується на поверхні металу. У подальшому водень проникає усередину металу, де атоми водню сполучаючись, утворюють молекулярний водень.
- утворення пухирів (блістерів) (англ. hydrogen blistering) відбувається, коли водень потрапляє в метал з деяких водневмісних середовищ і потім, дифундуючи у нього, накопичується у молекулярній формі на поверхні таких дефектів, як смуги неметалічних включень, й поступово зі зростанням тиску водню порушуючи суцільність металу. Пухирі утворюються, коли метал витримується у парах води чи корозійних середовищах, які містять сірководень, або коли водень уводиться у метал електролітично. Пухирі з'являються переважно у пластичних металах. Чутливість до цього типу корозії залежить від структури металевого матеріалу. Сталі феритного, мартенситного типів та дуплексні сталі мають меншу стійкість до цього типу корозії, ніж аустенітні сталі. Дуплексна сталь (аустенітно-феритна) має особливо несприятливу структуру — великі зерна та область міжфазних з'єднань, що сприяють дифузії та накопиченню водню[7]. Іншими факторами, що сприяють утворенню цього типу корозії, є низький pH, наявність CO2, Cl−, CN−, CNS−, I−, CO а також CS2[4][6];
- сповільнене водневе руйнування (розтріскування) (англ. Stress-Oriented Hydrogen Induced Cracking , SOHIC)[6] — розтріскування, що приводить до передчасного руйнування зазвичай пластичних сталей і сплавів, коли вони перебувають під постійним навантаженням при напруженнях розтягу, менших за границю плинності. Це призводить до утворення тріщин, зорієнтованих перпендикулярно до напрямку дифузії водню, розташованих уздовж лінії дифузії водню. Існує явний пороговий рівень міцності при розтягу, нижче від якого сповільнене руйнування не настає. Напруження, що викликає розтріскування, залежить від міцності матеріалу — чим вищою є границя міцності на розтяг, тим нижчим є порогове напруження;
- сульфідне розтріскування під напруженням (англ. Sulfide Stress Cracking, SSC) [6] — поздовжні тріщини, що утворюються під дією напружень від прикладених зовнішніх навантажень. Це явище особливо істотне у галузях промисловості, що використовують оливи та природний газ (які можуть містити сірководень). Аустенітні сталі та дуплексні сталі (аустенітно-феритні) є особливо схильними до цього типу корозії (переважно за підвищених температур)[7]. Цей тип корозії також є характерним до сталей, що зазнають навантажень, в результаті чого утворюються тріщини, паралельні до напрямку дифузії молекул водню;
- внутрішнє водневе розтріскування (англ. Internal Hydrogen Assisted Cracking, IHAC)[8] — внутрішнє розтріскування матеріалу, викликане воднем, накопиченим усередині матеріалу при виготовленні чи монтажі.

## Значення у промисловості та запобігання появі
У промисловості, явища водневої крихкості зустрічаються у посудинах, які перебувають під тиском, що використовуються в нафтопереробній промисловості, в устаткуванні для виробництва водню та аміаку, автомобільних цистернах для водню а також, атомних електростанціях.
Найраціональнішим способом протидії водневому окрихченню є відповідний підбір матеріалів відповідно до умов роботи. Вуглецева сталь може застосовуватися в широкому діапазоні тисків до температури приблизно 230 °C, вище від якої стає постає потреба у міцніших матеріалах. Чим агресивніші умови (тобто чим вищі температура й тиск), тим міцнішою повинна бути сталь.
Іншим способом захисту матеріалу є застосування спеціальних покрить (наприклад, з міді, кобальту чи ванадію.
Водень, що є всередині металу можна видалити, піддаючи його впливу високих температур (200 °C). Під впливом температури молекули водню дифундують назовні. Ця процедура має сенс, якщо тріщини ще не виникли.

## Нормативні документи
Розроблені стандарти, що внормовують вибір, контроль та перевірку матеріалів на предмет водневої крихкості.
Загальні
- ASTM STP 962 Hydrogen Embrittlement: Prevention and Control (Крихкість воднева: запобігання і контроль)
- ISO 7539 Corrosion of Metals and Alloys — Stress Corrosion Cracking (Корозія металів і сплавів — корозійне розтріскування)
- NACE TM0284-2003 Resistance to Hydrogen-Induced Cracking (Стійкість до водневого розтріскування)

Стосовно матеріалів
- API 941 Steels for Hydrogen Service at Elevated Temperatures and Pressures in Petroleum Refineries and Petrochemical Plants
- ISO 11114-4:2005 Transportable gas cylinders — Compatibility of cylinder and valve materials with gas contents
- ISO 15156 Materials for Use in H2S-containing Environments in Oil and Gas Production

Що стосуються контролю та перевірки
- ASTM F1459-06 Standard Test Method for Determination of the Susceptibility of Metallic Materials to Hydrogen Gas Embrittlement (HGE)
- ASTM F2078-2007 Terminology Relating to Hydogen Embrittlement Testing
- ASTM G142-98 Standard Test Method for Determination of Susceptibility of Metals to Embrittlement in Hydrogen Containing Environments at High Pressure, High Temperature, or Both
- ASTM F1940-07a Standard Test Method for Process Control Verification to Prevent Hydrogen Embrittlement in Plated or Coated Fasteners
- ASTM F519-06a Standard Test Method for Mechanical Hydrogen Embrittlement Evaluation of Plating/Coating Processes and Service Environments
- ISO 15722 Metallic and Other Inorganica Coatings — Test Method for the Evaluation of the Effectiveness of Hydrogen Embrittlement Relief Heat Treatments of High-Strength Steel Component Parts — Brace Test
- ISO 15723 Metallic and Other Inorganica Coatings — Test Method for the Determination of the Susceptibility of Metallic Materials to Gaseous Hydrogen Embrittlement — Dist Pressure Test

Що стосуються запобігання
- ISO 9587 Metallic and Other Inorganic Coatings — Pretreatment of Iron or Steel to Reduce the Risk of Hydrogen Embrittlement
- ISO 9588 Metallic and Other Inorganic Coatings — Post-Coating Treatment of Iron or Steel to Reduce the Risk of Hydrogen Embrittlement
- SAE AMS2759/9 Hydrogen Embrittlement Relief (Baking) of Steel Parts